# Milan Zadel
Milan Zadel, slovenski kajakaš, * 16. april 1930, Ljubljana - u. 7. september 2018.
Zadel je na svetovnem prvenstvu leta 1953 v Meranu za Jugoslavijo osvojil prvo slovensko kolajno v tem športu, bron v disciplini K-1. Leta 2013 je bil sprejet v Hram slovenskih športnih junakov.